# Augustin
Augustin ist ein männlicher Vorname und Familienname.

## Herkunft und Bedeutung
- von Augustus → der Erhabene

Der Name kann als zu Erhabenen gehörig gedeutet werden.
Der Monat August wurde nach dem römischen Kaiser Augustus benannt.

## Namenstag
- 28. August (Todestag von Augustinus von Hippo)

## Varianten
- siehe August (Name)
- siehe Aust
- siehe Austin (Familienname)
- ndl: Augustijn, Guus
- sorbisch: Hawštyn
- portugiesisch: Agostinho

## Namensträger

### Vorname
- Augustin, auch Augustinus von Hippo (354–430), Kirchenvater
- Augustin (Lavant) († 1392), Bischof von Lavant
- Augustin (Monaco) (1482–1532), Bischof von Grasse und Herr von Monaco
- Augustin (Weihbischof) († 1445), Weihbischof in Meißen
- Augustin Bader (≈1495–1530), Augsburger Täuferführer und Chiliast
- Augustin Bossi (1740–1799), italienischer Stuckateur
- Augustin Louis Cauchy (1789–1857), französischer Mathematiker
- Augustin Chantrel (1906–1956), französischer Fußballspieler
- Charles Augustin de Coulomb (1736–1806), französischer Physiker
- Jean Augustin Franquelin (1798–1839), französischer Kunstmaler
- Augustin Jean Fresnel (1788–1827), französischer Physiker
- Augustin Hadelich (* 1984), deutscher Violinist
- Augustin Hunnaeus (1521–1577), belgischer Theologe
- Augustin Katumba Mwanke (1963–2012), kongolesischer Politiker
- Augustin Lang (1869–1941), deutscher römisch-katholischer Geistlicher und Märtyrer
- Augustin Malroux (1900–1945), französischer Politiker und Résistant
- Augustin Münzmeister von Breisach († 1380), Bischof von Seckau
- Augustin Ngirabatware (* 1957), ruandischer Politiker und mutmaßlicher Kriegsverbrecher
- Augustin Josef Nürnberger (1854–1910), deutscher römisch-katholischer Theologe, Hochschullehrer
- Augustin Pacha (1870–1954), römisch-katholischer Bischof
- Augustin Rabensteiner (1847–1920), österreichischer Benediktiner und Prior
- Augustin Sandtner (1893–1944), deutscher revolutionärer Matrose und Widerstandskämpfer

### A
- Albert J. Augustin (* 1959), deutscher Ophthalmologe
- Andreas Augustin (* 1979), deutscher Politiker (Piraten)
- Andri Augustin (1876–1939), Schweizer Romanist
- Anita Augustin (* 1970), österreichische Dramaturgin und Schriftstellerin
- Anja Augustin (* 1974), deutsche Sängerin
- Anneliese Augustin (1930–2021), deutsche Politikerin (CDU)
- August Augustin (1818–1902), österreichischer Vordenker der Turnbewegung und des Feuerlöschwesens

### B
- Birgit Augustin (* 1974), deutsche Fußballspielerin
- Bohumil Augustin (* 1960), tschechoslowakischer Fußballspieler

### C
- Celstin Augustin (* 1971), madagassischer Boxer
- Christian Augustin ab Hortis (1598–1650), deutscher Arzt
- Christian Friedrich Bernhard Augustin (1771–1856), deutscher Theologe, Schriftsteller und Historiker

### D
- D. J. Augustin (Darryl Jerard Augustin; * 1987), US-amerikanischer Basketballspieler
- Dennis Augustin (* 1970), deutscher Politiker (AfD)
- Dieter Augustin (1934–1989), deutscher Schauspieler

### E
- Edgar Augustin (1936–1996), deutscher Bildhauer und Zeichner
- Eduard Augustin (Kanute) (* 1942), deutscher Kanute
- Eduard Augustin (Autor) (* 1966), deutscher Autor
- Elisabeth Augustin (Schriftstellerin) (1903–2001), deutsch-niederländische Schriftstellerin
- Elisabeth Augustin (Schauspielerin) (* 1953), österreichische Schauspielerin
- Ernst Augustin (1927–2019), deutscher Schriftsteller

### F
- Felix Augustin (1884–1973), niederländischer Germanist
- Ferdinand von Augustin (1807–1861), österreichischer Offizier und Reiseschriftsteller
- Fernando Augustin (* 1980), mauritischer Sprinter
- Frank Augustin (Radsportler) (* 1966), deutscher Radrennfahrer
- Frank U. Augustin (* 1954), deutscher Musiker, Komponist und Sänger
- František Augustin (1846–1908), Geograph und Meteorologe
- Friedrich Augustin (Pädagoge) (1862–nach 1913), deutscher Pädagoge
- Friedrich Ludwig Augustin (1776–1854), deutscher Arzt
- Fritz Augustin (1924–?), deutscher Fußballspieler

### G
- Georg Augustin (1904–1993), deutscher Jurist
- Georg Augustin (* 1951), deutscher Architekt, siehe Augustin und Frank / Winkler
- George Augustin (* 1955), indisch-deutscher Theologe und Hochschullehrer
- Gerhard Augustin (1941–2021), deutscher Musikproduzent

### H
- Hans Augustin (Jurist) (1909–1977), deutscher Jurist, Landrat und Gestapomitarbeiter
- Hans Augustin (Schriftsteller) (* 1949), österreichischer Schriftsteller
- Hannes Augustin (* 1959), österreichischer Biologe, PLAGE-Mitbegründer
- Hartmut Augustin (* 1964), deutscher Journalist und Chefredakteur
- Heinrich Augustin (1937–2025), deutscher Politiker (CDU)
- Hellmut Augustin (* 1959), deutscher Onkologe und Hochschullehrer
- Helmut Augustin (1912–1952), deutscher evangelischer Pfarrer und NS-Opfer
- Herbert Augustin (1928–2008), deutscher Maler und Grafiker
- Hermann Augustin (General) (1846–1907), preußischer Generalmajor
- Hermann Augustin (Theologe) (* 1932), deutscher evangelisch-lutherischer Theologe

### I
- Ionel Augustin (* 1955), rumänischer Fußballspieler

### J
- Jacques Augustin (1759–1832), französischer Maler
- Jean-Kévin Augustin (* 1997), französischer Fußballspieler
- Jean-Marc Augustin (auch Jean Marc Augustin; * 1965), französischer Boxer
- Jonathan Joseph-Augustin (* 1981), französischer Fußballspieler
- Josef Augustin (Musiker) (1929–1980), deutscher Musiker
- Josef Augustin (Schachspieler) (* 1942), tschechischer Schachspieler
- Julia Augustin (* 1987), deutsche Schauspielerin

### K
- Karl Augustin (Weihbischof) (1847–1919), deutscher Geistlicher, Weihbischof in Breslau
- Karl Augustin (Schauspieler) (1852–nach 1902), österreichischer Theaterschauspieler und Komiker
- Karl Augustin (Politiker) (1877–1974), deutscher Politiker (DVP), Bezirksbürgermeister von Berlin-Wilmersdorf 1921–1924, von Berlin-Charlottenburg 1924–1936
- Karl Augustin (Unternehmer) (1884–1988), Schweizer Druckereiunternehmer und Verleger österreichischer Herkunft
- Karl Haymo Seneca Augustin (1803–1865), deutscher Bergingenieur
- Karl Wilhelm Augustin (1845–1932), deutscher Gymnasiallehrer und Entomologe
- Katrin Wagner-Augustin (* 1977), deutsche Kanutin
- Kersten Augustin (* 1988), deutscher Journalist und Autor
- Kristy Augustin (* 1979), deutsche Politikerin (CDU)
- Kurt Augustin (* 1956), österreichischer Bildhauer, Grafiker und Restaurator

### L
- Leopoldine Augustin (1863–1951), österreichische Theaterschauspielerin und Sängerin
- Liane Augustin (1927–1978), deutsche Schauspielerin, Sängerin und Synchronsprecherin
- Ludovic Augustin (1902–nach 1924), haitianischer Sportschütze

### M
- Maria Augustin (1880–1949), österreichisch-ungarische Malerin und Grafikerin
- Marie von Augustin (1806–1886), österreichische Schriftstellerin und Malerin
- Marx Augustin (1643–1685), österreichischer Bänkelsänger
- Matthias Augustin (Theologe) (* 1950), deutscher evangelischer Theologe
- Matthias Augustin (Mediziner) (* 1962), deutscher Arzt und Hochschullehrer
- Max Augustin (1886–1943), österreichischer Lehrer und Politiker
- Michael Augustin (Schriftsteller) (* 1953), deutscher Schriftsteller und Journalist
- Michael Augustin (Sportreporter) (* 19??), deutscher Sportreporter und -kommentator
- Michael Augustin (Fußballspieler, 1996) (* 1996), österreichischer Fußballspieler
- Michael Augustin (Fußballspieler, 1998) (* 1998), österreichischer Fußballspieler
- Milan Augustin (* 1960), tschechischer Archivar und Historiker
- Monika Augustin-Vogel (* 1981), Schweizer Leichtathletin

### R
- Radoslav Augustín (* 1987), slowakischer Fußballspieler
- Ralf Augustin (* 1960), deutscher Fußballspieler
- Rickson Augustin (* 1982), lucianischer Fußballspieler
- Ronald Augustin (* 1949), niederländischer Ex-Terrorist
- Rudolf Augustin (1922–2010), deutscher Maler

### S
- Siegfried Augustin (1946–2011), österreichischer Ingenieur
- Simone Augustin (* 1976), deutsche Journalistin und Autorin

### V
- Vincenz von Augustin (1780–1859), österreichischer Feldzeugmeister

### W
- Walter Augustin (1936–2020), deutscher Politiker (FDP)